# Nodoka Okisawa
Nodoka Okisawa est une cheffe d'orchestre japonaise.

## Biographie
Nodoka Okisawa naît en 1987 à Aomori (Japon). 
Elle étudie à l'Université des arts de Tokyo, à la Hochschule für Musik Hanns Eisler de Berlin et à la Fondation Felix Mendelssohn Bartholdy,. 
En 2018, elle remporte le 1er prix et le prix spécial du Concours international de direction de Tokyo (en),. 
En 2019, elle est lauréate du Grand prix de direction, du prix coup de cœur du public et du prix coup de cœur de l'orchestre au Concours international de jeunes chefs d’orchestre de Besançon,. 
De 2020 à 2022, Nodoka Okisawa est assistante de Kirill Petrenko à l'Orchestre philharmonique de Berlin ainsi que pour l'Académie Karajan (en) associée à l'orchestre,. 
En 2022, elle est nommée cheffe principale de l'Orchestre symphonique de Kyoto à compter de mars 2023, pour une durée initiale de trois ans,. 